# Relações entre Djibuti e Somália
As relações entre Djibuti e Somália referem-se as relações bilaterais entre o Djibuti e a Somália.

## História
Djibuti e Somália mantêm relações estreitas devido à sua história compartilhada e composição demográfica semelhante, com o grupo étnico somali constituindo o elemento populacional maioritário em ambos os países. 
Durante a Guerra de Ogaden (13 de julho de 1977 a 15 de março de 1978), entre o governo somali e o regime Derg da Etiópia, as autoridades de Djibuti enviaram informações militares às autoridades da Somália.
Após o início da Guerra Civil Somali, no início da década de 1990, o Djibuti, como sede da Autoridade Intergovernamental para o Desenvolvimento, assumiu um papel ativo no processo de paz da Somália. Em 2000, o Djibuti acolheu a conferência de Arta , bem como as conversações de 2008-2009 entre o Governo Federal de Transição e a Aliança para a Relibertação da Somália, que conduziram à formação de um governo de coalizão.  O Djibouti mais tarde se juntou a Missão da União Africana para a Somália em 2011.
Após o estabelecimento do Governo Federal da Somália em 2012,  uma delegação djibutiana também participou da cerimônia de posse do novo presidente da Somália.